# Margaret Douglas

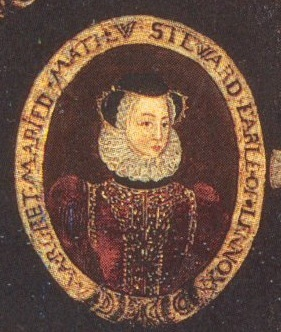
Margaret Douglas, Countess of Lennox

Margaret Douglas, Countess of Lennox (geborene Lady Margaret Douglas, * 8. Oktober 1515 auf Harbottle Castle, Northumberland; † 9. März 1578 in Hackney, London) war eine englische Adlige. Über ihre Mutter Margaret Tudor war sie die Nichte König Heinrichs VIII. von England. Als enge Freundin ihrer Cousine Königin Maria I. gehörte sie unter ihrer jüngeren Cousine Königin Elisabeth I. zur katholischen Opposition. Durch geschicktes Taktieren gelang es ihr, ihren Sohn Henry Stuart, Lord Darnley, mit ihrer Nichte Maria Stuart zu verheiraten und somit Großmutter König Jakobs I./VI. von England und Schottland zu werden.

## Leben

### Kindheit
Margaret war das einzige Kind von Archibald Douglas, 6. Earl of Angus, aus dessen zweiter Ehe mit der englischen Prinzessin Margaret Tudor. Ihre Mutter war die ältere Schwester von König Heinrich VIII. von England und Witwe von Jakob IV. von Schottland und hatte von letzterem sowohl die Regierung über Schottland als auch die Vormundschaft über die beiden gemeinsamen Söhne König Jakob V. und Prinz Alexander übertragen bekommen. Ihre Geburt geschah unter Umständen, die damals ganz Europa als unerhört befand. Durch ihre Wiederverheiratung mit dem Earl of Angus hatte ihre Mutter die Vormundschaft verwirkt und der schottische Adel rebellierte gegen einen Douglas als Gemahl der Königswitwe. Margaret Tudor musste ihre beiden Söhne in die Vormundschaft des John Stewart, 2. Duke of Albany, geben und letztendlich im Jahr 1515 hochschwanger vor den Rebellen nach England fliehen, wo sie sich unter den Schutz ihres Bruders Heinrich VIII. stellte.
In der Nacht vom 7. auf den 8. Oktober brachte Margaret Tudor ihre einzige Tochter zur Welt. Das Kind wurde einen Tag nach seiner Geburt auf den Namen Margaret Douglas getauft, ihr Pate wurde Kardinal Thomas Wolsey, der zur Taufzeremonie einen Stellvertreter schickte. Da Margaret Tudor bei ihrer Flucht kaum mehr bei sich hatte als die Kleider, die sie trug, erhielt sie von Heinrich VIII. und dessen Frau Katharina von Aragón Babykleidung für ihre kleine Tochter. Als sie schließlich von ihrem Bruder empfangen wurde und ihm und ihrer jüngeren Schwester Mary Tudor ihre Nichte vorstellen konnte, war es Mai 1516 und die kleine Margaret bereits sieben Monate alt. Nur einen Monat zuvor war ihre Cousine Maria geboren worden, das einzige überlebende Kind Heinrichs und Katharinas. Die beiden kleinen Cousinen teilten sich während Margaret Tudors Aufenthalts in England die Gemächer für die königlichen Kinder. Später wurden sie enge Freundinnen.
Wieder in Schottland, wurde die kleine Margaret schnell ein Spielball in der bald zerrütteten Ehe ihrer Eltern. Nach geltendem Recht war ihr Vater Archibald Douglas, 6. Earl of Angus, ihr gesetzlicher Vormund und es war seine Entscheidung, wo sie aufwuchs. Trotz des erbitterten Widerstands Margaret Tudors brachte Angus seine dreijährige Tochter in seiner Festung Tantallon Castle unter, getrennt von ihrer Mutter und in ihrem eigenen Haushalt. Schließlich gelang es ihm, die Vormundschaft über seinen Stiefsohn Jakob V. zu übernehmen. Damit legte er den Grundstein für eine tiefe Feindschaft des jungen Königs mit dem Haus Douglas, die das Schicksal seiner Tochter Margaret Douglas mitbestimmen sollte. Schließlich erwirkte Margaret Tudor die Annullierung ihrer Ehe mit Angus, entgegen den gültigen Regelungen wurde Margaret Douglas aber als legitim erklärt, da Papst Clemens VII. eine diesbezügliche Klausel anfügte.
Margaret Douglas’ relativ friedliches Leben in Schottland fand ein jähes Ende, als 1528 ihrem Bruder Jakob die Flucht aus der Vormundschaft ihres Vaters gelang. Unterstützt von seiner Mutter Margaret Tudor und ihrem neuen Ehemann Henry Stewart startete er einen Feldzug gegen das Haus Douglas, was Archibald Douglas zur Flucht nach England zwang. Da er in Schottland praktisch geächtet war und um eine angeblich geplante Verlobung zwischen Margaret Douglas und dem Bruder ihres neuen Stiefvaters zu verhindern, brachte Archibald Douglas seine vierzehnjährige Tochter nach England, obwohl ihr Bruder Jakob aus Angst um sie jedem, der sie lebendig und unversehrt zu ihm und seiner Mutter zurückbrachte, eine hohe Belohnung versprach. Margaret Douglas sah ihre Mutter und ihren Bruder nie wieder.

### Jugend
Auf der Flucht vor seinen Feinden und dem Bürgerkrieg übergab Archibald Douglas seine Tochter dem englischen Hauptmann von Berwick, der einst zu Kardinal Thomas Wolseys Haushalt gehört hatte. Margaret war Wolseys Patenkind, doch der Kardinal hatte bereits einen Großteil seiner Macht verloren und war zu beschäftigt mit seinem eigenen politischen Überleben, um sich um das Mädchen zu kümmern. Stattdessen nahm ihre Tante Mary Tudor sie unter ihre Fittiche, empfing sie des Öfteren als Gast in ihrem Haus und stellte sie schließlich bei Hofe ihrem Onkel Heinrich VIII. vor. Heinrich mochte seine Nichte sehr und empfing ihren Vater Archibald Douglas nach wie vor als seinen Schwager bei Hofe. Im Jahr 1530 erhielt Margaret durch Vermittlung ihrer Tante das Amt der Ersten Ehrendame im Gefolge der Kronprinzessin Maria. In dieser Zeit entstand zwischen den nahezu gleichaltrigen Cousinen eine feste Freundschaft, die ihr Leben lang Bestand haben sollte. Beide waren überzeugte Katholiken, was sich später maßgeblich auf Margarets Leben auswirken sollte.
Als nach der Geburt Elisabeth Tudors Maria ihren Status als Kronprinzessin verlor und ihr Haushalt aufgelöst wurde, erhielt Margaret Douglas einen Platz im Gefolge der neuen Königin Anne Boleyn und passte sich den neuen Umständen recht schnell an. Sie und Anne kamen trotz Margarets Katholizismus und trotz Annes Misstrauen gegenüber Margarets Cousine und Freundin Maria gut miteinander aus. Gemeinsam mit ihren Cousinen Maria Tudor und Frances Brandon nahm Margaret Douglas an der Beisetzung der Königin Jane Seymour teil. Ein weiteres Mal nahmen sie und Frances eine offizielle Funktion ein, als sie Heinrichs neue Königin Anna von Kleve auf englischem Boden in Empfang nahmen. Margaret übte zudem das Amt der Ersten Ehrendame im Haushalt der Königinnen Anna von Kleve und Catherine Howard aus.

### In Ungnade
Als die ehemaligen Kronprinzessinnen Maria und Elisabeth beide zu Bastarden erklärt wurden, rückte Margaret Douglas in der Thronfolge deutlich auf und wurde damit eine sehr attraktive Partie auf dem Heiratsmarkt. Wegen ihrer Liebe zu dem nicht standesgemäßen Thomas Howard, Halbbruder des 3. Duke of Norfolk, verlor Margaret im Jahr 1536 allerdings die Gunst ihres Onkels Heinrich VIII. Ihre Nachkommen hätten aufgrund ihres königlichen Blutes potentielle Rivalen für Heinrichs nach wie vor erhofften Sohn dargestellt. Ob die beiden tatsächlich heimlich heirateten oder eine Eheschließung nur planten, ist unter Historikern umstritten, da damals das Versprechen einer Ehe meist schon als rechtlich bindender Ehevertrag betrachtet wurde.

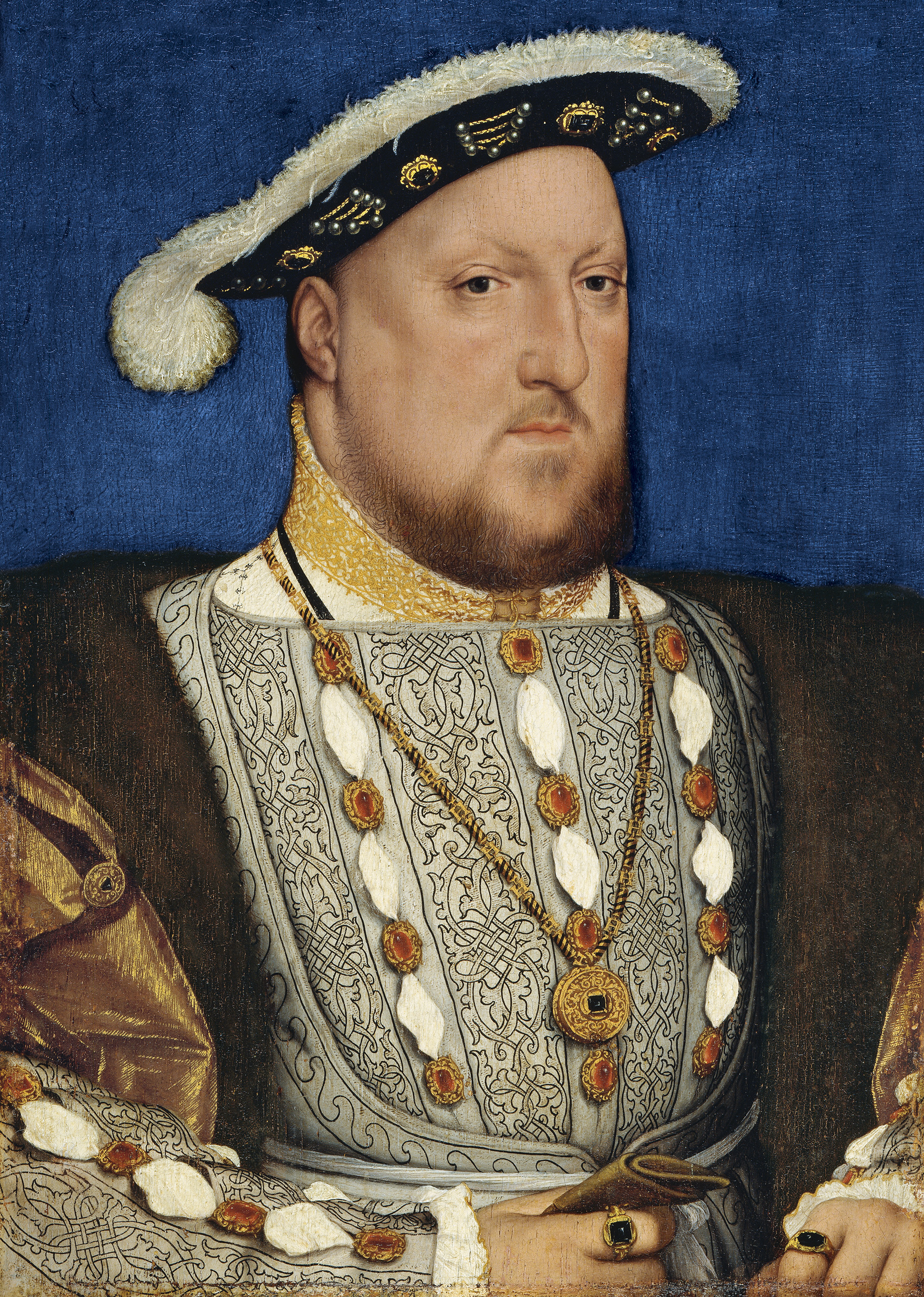
Heinrich VIII., Onkel von Margaret Douglas

Um seinen Thron zu schützen, zögerte Heinrich VIII. nicht, ein Gesetz zu verabschieden, das die Heirat bzw. Verführung von Angehörigen der königlichen Familie ohne die Erlaubnis des Monarchen zum Hochverrat machte. Damit hätte auch Margaret Douglas zum Tode verurteilt werden müssen, sie wäre jedoch, wie der spanische Botschafter Eustace Chapuys in einem Brief an Karl V. schrieb, begnadigt worden, da ihr kein Beischlaf nachgewiesen werden konnte. Der Botschafter merkt trocken an: "… und sicherlich würde sie auch dann eine Begnadigung verdienen, wenn sie sich schlimmer benommen hätte, wenn man bedenkt, welches Beispiel ihr tagtäglich vorgelebt wurde und wird und dass sie seit acht Jahren heiratsfähig ist."
Margaret und Thomas wurden im Tower eingekerkert, wo Thomas im Jahr 1537 an einer Krankheit starb. Margaret selbst wurde aufgrund gesundheitlicher Probleme nach Sion House in Isleworth gebracht, wo später auch Königin Catherine Howard inhaftiert war. Durch die Vermittlung von Thomas Cromwell, 1. Baron Cromwell und ihrem formellen Verzicht auf ihren Verlobten wurde ihr schließlich die Rückkehr an den Hof erlaubt, allerdings erst, nachdem der lang ersehnte Thronfolger Eduard VI. geboren worden und Margarets gefährliche Nähe zum Thron neutralisiert war.
Heinrich war nicht untätig geblieben und hatte einen Boten nach Schottland gesandt, um dort Beweise zu sammeln, dass die zweite Ehe seiner Schwester Margaret Tudor ungültig gewesen und Margaret Douglas demzufolge ein Bastard und nicht erbberechtigt war. Diese Demütigung hinderte Margaret jedoch nicht an einer weiteren Liebelei, diesmal mit Charles Howard, dem Bruder von Catherine Howard. Einmal mehr wurde sie nach Sion House zurückgeschickt und erst nach einer sehr strengen Ermahnung durch ihren Onkel wieder auf freien Fuß gesetzt. Ein Grund dafür war die Inhaftierung Catherine Howards in Sion House.
Im selben Jahr, am 24. November 1541, starb Königin Margaret Tudor in Schottland. Auf dem Sterbebett sprach sie ihr Bedauern über die Scheidung von Archibald Douglas aus und erklärte ihn, anstelle ihres gegenwärtigen Ehemannes, zu ihrem rechtmäßigen Gatten. Auf diese Weise bekräftigte Heinrichs Schwester noch einmal die Legitimität ihrer Tochter Margaret Douglas. Obwohl Margarets Reputation stark gelitten hatte, gelang es ihr im Jahr 1543, sich erneut das Amt der ersten Ehrendame zu sichern, diesmal im Gefolge der Königin Catherine Parr.

### Countess of Lennox

Ehewappen der Margaret Douglas als Countess of Lennox

Wie ihre Cousine Maria wurde auch Margaret zur Schachfigur auf dem Heiratsmarkt. Ihr Bruder König Jakob V. verhandelte nach langem Krieg mit ihrem Onkel Heinrich VIII. und ihrem Vater Archibald Douglas über eine Eheschließung zwischen Margaret und seinem General, dem Earl of Huntly. Allerdings war Margaret entrüstet darüber zu hören, dass Jakob sie nicht als Mitglied der königlichen Familie akzeptierte und sie als seine „uneheliche Schwester“ verheiraten wollte. Aus diesem Grund lehnte sie die Ehe mit Huntly ab, spielte aber eine Zeitlang mit dem Gedanken an eine Heirat mit Patrick Hepburn, 3. Earl of Bothwell, dem zukünftigen Vater von James Hepburn, 4. Earl of Bothwell, der wiederum der dritte Ehemann Maria Stuarts werden sollte.
Trotz seines Zorns über Margarets nicht standesgemäße Beziehungen in ihrer Jugend scheint Heinrich ein gewisses Verständnis für seine Nichte gehabt zu haben. Als er mit dem Gedanken an eine Ehe für sie spielte, erklärte er: „Wir versprachen unserer Nichte, sie niemals mit jemandem zu verheiraten, für den sie in ihrem Herzen keine Liebe empfinden kann […] Da die beiden einander niemals begegnet sind, wissen wir nicht, ob sie sich mögen werden, wenn sie einander sehen.“ Er verheiratete Margaret schließlich am 6. Juli 1544 im St James’s Palace in London mit Matthew Stewart, 4. Earl of Lennox, der im Exil in England lebte und ihm als Heerführer gegen die Schotten diente. Margaret führte fortan den Höflichkeitstitel Countess of Lennox.
Lennox gehörte zum Haus Stuart und besaß damit einen Anspruch auf den schottischen Thron. Durch Margarets königliches Blut reihten ihre Kinder sich daher sowohl in die schottische als auch die englische Thronfolge ein. Obwohl es sich um eine arrangierte Ehe handelte, gehen Historiker von großer Zuneigung zwischen den Eheleuten aus. In Briefen nannte Lennox seine Frau häufig „meine Meg“, „meine geliebte Madge“ und „seinen größten Trost“. Er unterzeichnete mit „dein liebevoller Ehemann Matthew“. Historiker gehen davon aus, dass in der Ehe und in den dynastischen Plänen und Ambitionen Margaret Douglas die treibende Kraft war.
Der erste Sohn Henry Stuart, Lord Darnley, erblickte im März 1545 das Licht der Welt, starb jedoch bereits am 28. November desselben Jahres. Das Geburtsdatum des zweiten Sohnes ebenfalls Henry Stuart, Lord Darnley, hingegen ist umstritten. Traditionell wird der 7. Dezember 1545 angegeben, was bedeuten würde, dass er nur wenige Wochen nach der Geburt seines älteren Bruders gezeugt wurde. Ein Bote von Darnleys zukünftiger Ehefrau Maria Stuart gab hingegen im März 1566 an, dass Darnley gerade neunzehn Jahre alt war. Danach wäre sein Geburtsdatum der 7. Dezember 1546. Darnley und sein jüngerer Bruder Charles Stewart waren die einzigen überlebenden Kinder des Paares. Insbesondere in Darnley setzte Margaret große Hoffnungen. In seinem Testament hatte Heinrich VIII. alle Nachkommen seiner älteren Schwester Margaret Tudor von der Thronfolge ausgeschlossen und stattdessen die Nachkommen seiner jüngeren Schwester Mary Tudor begünstigt. Viele betrachteten diese Regelung jedoch als nicht bindend, da nach geltendem Recht die älteren Geschwister und deren Nachkommen an erster Stelle in der Thronfolge standen. Somit konnte Darnley mit Fug und Recht als gebürtiger Prinz mit einem ernst zu nehmenden Anspruch auf den Thron betrachtet werden und Margaret war nur allzu bereit, ihrem Sohn zu seiner Krone zu verhelfen.

### Leben unter Maria I.

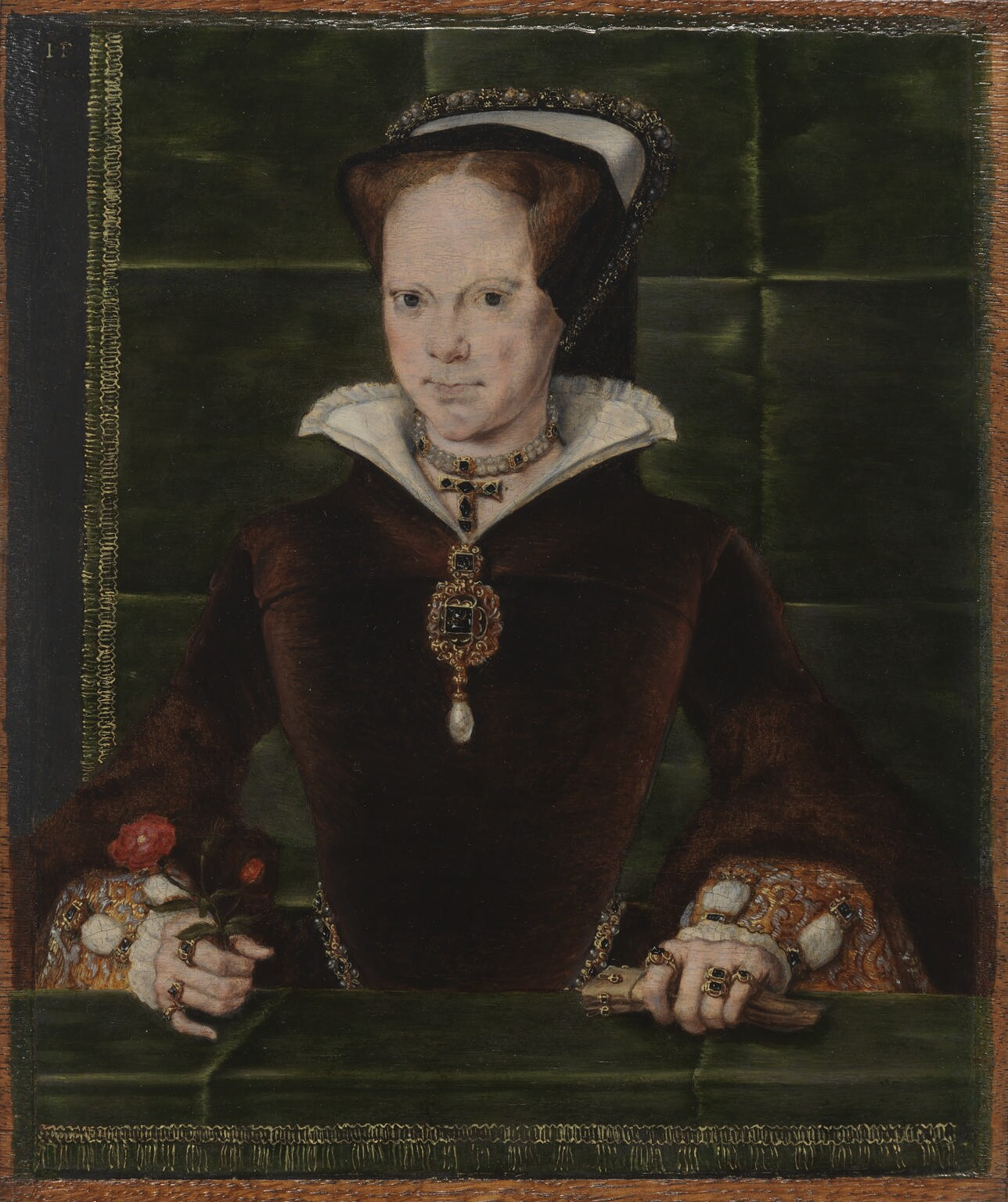
Königin Maria I.

Trotz der räumlichen Distanz blieb Margaret Douglas stets eng mit ihrer Cousine Maria Tudor befreundet. Sie beide gehörten dem katholischen Glauben an und hatten ihn auch während der Regierungszeit des protestantischen Eduard VI. nicht abgelegt. Ihr Status verbesserte sich schlagartig, als Maria schließlich triumphierte und zur Königin von England gekrönt wurde. Maria erwies Margaret große Ehren, stellte ihr Gemächer in Westminster zur Verfügung, verköstigte Margarets Haushalt auf eigene Kosten und überschüttete ihre geliebte Cousine mit Gewändern und Juwelen. Außerdem sicherte sie ihr ein unabhängiges, großzügiges Einkommen, indem sie ihr Rechte am Wollhandel übertrug.
Am deutlichsten zeigte sich Marias Wohlwollen darin, dass sie Margaret Douglas bei Hofe den Vortritt vor Prinzessin Elisabeth einräumte. Aus katholischer Sicht war Marias Halbschwester nach wie vor illegitim, während Margaret Douglas der rechtmäßig geschlossenen Ehe einer Königin aus dem Hause Tudor entsprang. Allerdings war Elisabeth gleichzeitig durch das Testament ihres Vaters Heinrich VIII. Marias offizielle Thronfolgerin, während Margaret Douglas, wie alle Nachkommen Margaret Tudors, samt und sonders aus der Thronfolge entfernt worden war. Marias offenkundige Bevorzugung Margarets und ihr Wunsch nach einer katholischen Thronfolge ließ nun die Vermutung aufkommen, dass sie die Thronfolge zugunsten der Familie Lennox ändern wollte.
Damit wurde Margaret, ob beabsichtigt oder nicht, zu einer Rivalin Elisabeths. Ihr Sekretär Thomas Bishop verbreitete später das Gerücht, dass Margaret Douglas Elisabeth feindlich gesinnt war und sie bewusst schikaniert hätte. Nach der gescheiterten Revolte durch Thomas Wyatt war Elisabeth nach Westminster gebracht und unter Arrest gestellt worden. Margaret Douglas bewohnte damals die Räume direkt über Elisabeth und nutzte laut Bishop angeblich die Gelegenheit, die bereits um ihr Leben fürchtende Prinzessin mit endlosem Lärm zu malträtieren. Seinen Behauptungen zufolge ließ Margaret Holzscheite, Töpfe und andere Gefäße auf den Boden werfen, um Elisabeths Migräne zu verschlimmern. Zudem, so Bishop, hätte sie versucht, Maria zu überzeugen, Elizabeth ein für alle Mal unschädlich zu machen. Margaret Douglas wies diese Vorwürfe entrüstet von sich, zumal außer Bishop niemand, nicht einmal Elisabeth, diese Anschuldigungen gegen sie vorbrachte.
Margarets Ambitionen, dass Maria sie bzw. ihren Sohn als Thronfolger benennen würden, erfüllten sich jedoch nicht. Um Margaret als Thronerbin einzusetzen, hätte Maria sich über das Testament ihres Vaters hinwegsetzen müssen, der eindeutig Elisabeth als Marias Erbin eingesetzt hatte. Genau dieses Testament aber bildete die Grundlage für Marias Anspruch auf den Thron. Ohne das Testament wäre ihr eigener Status merklich ins Wanken geraten, was möglicherweise eine Rolle in ihrer Entscheidung spielte, Elisabeth als ihre Erbin zu benennen. Als Maria starb, nahm Margaret Douglas die zeremonielle Rolle der Hauptleidtragenden bei der Beisetzung ihrer Cousine ein.

### Intrigen und Ambitionen unter Elisabeth I.

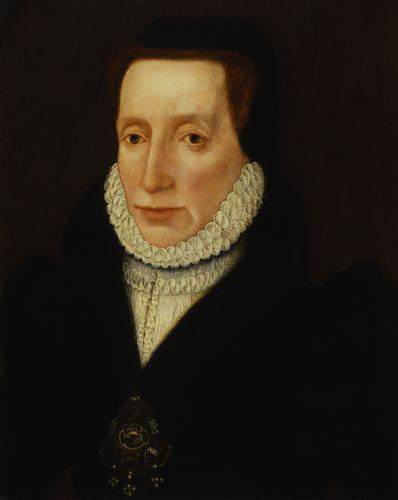
Margaret Douglas von einem unbekannten Künstler

Die königliche Gunst verlor das Ehepaar nach der Thronbesteigung Elisabeths I., die beiden misstraute. Sie mussten den Westminster Palace verlassen und zogen nach Yorkshire, wo sie zentrale Figuren der katholischen Opposition wurden. Bereits 1559 entsandte Margaret Douglas ihren Sohn Henry Stuart, Lord Darnley, nach Frankreich, um ihre Nichte Maria Stuart zu ihrer Krönung als Königin von Frankreich zu beglückwünschen. 1561, nach dem Tod des jungen Königs von Frankreich, schickte Margaret erneut Darnley zu Maria, offiziell um ihr sein Beileid auszusprechen, wahrscheinlich aber, um Maria einen potentiellen neuen Ehemann, gleichfalls von königlichem Blut, vorzuführen. Gleichzeitig schrieb sie an die schottischen Lords, um sie für eine Heirat ihrer Königin mit Darnley zu gewinnen. Als nach Marias Rückkehr nach Schottland Gerüchte über die Intrigen der Familie Lennox Elisabeth erreichten, wurde Margarets Ehemann Matthew Stewart im Tower eingekerkert und Margaret Douglas unter Hausarrest gestellt, nicht zum letzten Mal. Erneut versuchte man zu beweisen, dass Margaret Tudors zweite Ehe nicht gültig gewesen und Margaret Douglas darum illegitim und nicht erbberechtigt war. Ein wütender Ausbruch von Margaret Douglas machte Elisabeth allerdings unangenehm darauf aufmerksam, dass sie sich, wenn sie die Gültigkeit einer zweiten Ehe anzweifelte, selbst auf sehr dünnem Eis bewegte. Um die Lennoxes zu neutralisieren und sowohl Maria Stuarts als auch Catherine Greys Anspruch auf den englischen Thron Paroli bieten zu können, ließ Elisabeth Margaret und ihren Ehemann mit deren Kindern an den Hof kommen und behandelte sie sehr bevorzugt.
Ungeachtet dessen verfolgten Margaret Douglas und Lennox weiterhin ihre ehrgeizigen Pläne. Sie erwirkten Elisabeths Erlaubnis, Darnley mit seinem Vater nach Schottland zu schicken, angeblich um ihre Ländereien in Schottland zu verwalten. Tatsächlich ging es ihnen jedoch nach wie vor darum, Darnley mit Maria Stuart zu verheiraten und schließlich wurden ihre Bemühungen von Erfolg gekrönt. Elisabeth war außer sich, als sie von der geplanten Eheschließung erfuhr und stellte Margaret erneut unter Hausarrest, um Darnley und Lennox in Schottland unter Druck zu setzen. Der offizielle Grund für ihren Zorn war Darnleys königliche Abstammung, die ihm untersagte, ohne Elisabeths Erlaubnis zu heiraten. Der wahre Grund hingegen lag in der Gefahr für Elisabeths Thron. Darnley und Maria Stuart stammten beide von Margaret Tudor ab, womit der Anspruch ihrer Kinder auf den englischen Thron, insbesondere durch ihrer beider Bekenntnis zum Katholizismus, bedrohliche Ausmaße für die protestantische Königin annahm. Als Darnley dennoch Maria Stuart heiratete, ließ Elisabeth Lennox’ Ländereien konfiszieren und Margaret Douglas in den Tower werfen, wo sie nicht einmal Briefe von ihrem Mann und ihrem Sohn empfangen durfte. Dennoch gelang es Margaret, ihrem Sohn aus dem Tower Briefe zukommen zu lassen.
Als die Neuigkeit von Darnleys Ermordung England erreichte, entließ Elisabeth Margaret aus dem Tower, ließ sie von ihrem eigenen Leibarzt behandeln und erlaubte ihr endlich wieder, ihren zweiten Sohn Charles Stewart zu sehen. Margaret, außer sich vor Zorn und Trauer, beschuldigte lange Zeit Maria Stuart des Mordes an ihrem Sohn. Sie bombardierte William Cecil mit Briefen, in denen sie Rache für ihren Sohn forderte und lange Zeit wurde überlegt, ihren kleinen Enkel König Jakob nach England zu holen und bei ihr aufwachsen zu lassen. Elisabeth bemühte sich in dieser Zeit sehr um die Lennoxes, da diese ihr als Verbündete gegen Maria Stuart nur nützlich sein konnten. Sie ernannte Matthew Stewart zum Regenten von Schottland, wo er 1571 starb, umgebracht von den schottischen Lords.

### Die letzten Jahre

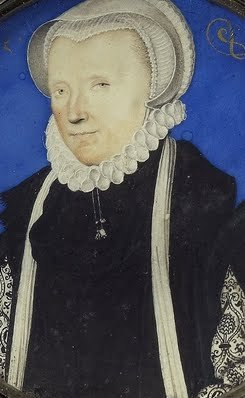
Margaret Douglas von Nicholas Hilliard, drei Jahre vor ihrem Tod

Zwischen 1572 und 1573 versöhnte sich Margaret Douglas wieder mit ihrer Nichte und Schwiegertochter Maria Stuart, die mittlerweile in England unter Arrest stand. In einem Brief Maria Stuarts im Jahr 1578 schreibt die schottische Königin über ihre Tante und Schwiegermutter:

„… gestand sie mir in Briefen […] dass sie mir Unrecht tat in den ungerechten Verfolgungen gegen mich, die sie in ihrem Namen geschehen ließ, aufgrund falscher Informationen, aber hauptsächlich, wie sie sagt, aufgrund von ausdrücklichen Befehlen der Königin von England und ihrem Rat, die dafür Sorge trugen, dass sie und ich niemals ein gutes Verhältnis hätten. Doch sobald sie meine Unschuld erkannte, unterließ sie weitere Verfolgungen; ja ging sogar so weit, ihr Einverständnis für weitere Handlungen gegen mich zu verweigern.“

Die alte Dame war dennoch klug genug, Elisabeth gegenüber ihre Versöhnung mit Maria zu leugnen. Ab 1574 wuchs die Angst vor katholischen Verschwörungen in England, da Jesuiten heimlich ins Land kamen, um im Untergrund für die Wiederherstellung des Katholizismus zu arbeiten. Zudem ging das Gerücht von einer geplanten Invasion Philipp II. um und jeder, der mit Maria Stuart sympathisierte, stand automatisch unter Verdacht. Aus diesem Grund hütete Margaret Douglas sich tunlichst, mit Maria in Verbindung gebracht zu werden und hatte keine Skrupel, Elisabeth ins Gesicht zu lügen:

„Ich fragte Ihre Majestät, ob sie das tatsächlich von mir dachte, denn ich wäre aus Fleisch und Blut und könnte niemals den Mord an meinem Kind vergessen; und sie sagte nein, bei ihrem Glauben, sie könnte nicht glauben, dass ich es jemals vergessen könnte, denn wenn ich das täte, wäre ich ein Teufel.“

Dennoch wurde Margaret einmal mehr unvorsichtig, als sie 1574 auch ihren zweiten Sohn, Charles Stewart ohne königliche Erlaubnis verheiratete. Die Braut Elizabeth war die Tochter von Bess of Hardwick, die lange Zeit die Wärterin Maria Stuarts gewesen war. Dafür wurde sie von der wütenden Elisabeth einmal mehr in den Tower geworfen, während Bess of Hardwick klug genug war, auf die Aufforderung in London zu erscheinen nicht zu reagieren, bis die Wut der Königin sich wieder gelegt hatte. Kurz nach ihrer Entlassung schrieb Margaret Douglas noch einmal einen Brief an ihre Nichte und Schwiegertochter Maria Stuart, in dem sie ihre Sorge um den kleinen König in Schottland, Marias Sohn Jakob, Ausdruck verlieh. Gleichzeitig versicherte sie Maria Stuart von ihrer Treue und ihrem Glauben an Marias Unschuld:

„Ich beschwöre euer Majestät, fürchtet Euch nicht, sondern vertraut Gott, dass sich alles zum Guten wenden wird; die Hinterlist derer, die Euch verraten haben, ist nun besser bekannt als zuvor. Ich werde stets meinen Teil zur Zufriedenheit Eurer Majestät beitragen, so es Gott gefällt, der unser beider Trost sein möge. Und nun versichere ich Eurer Majestät meines untertänigsten Dankes für Euer gutes Gedenken. Der allmächtige Gott schenke Eurer Majestät ein langes und glückliches Leben. Euer Majestäts untertänigste, liebende Mutter und Tante, M. L.“

Dieser Brief erreichte Maria Stuart allerdings nie, da er von Cecil abgefangen wurde. Margaret Douglas’ Korrespondenz mit Maria war somit bei Hofe bekannt. Zusätzlich setzte Maria zu diesem Zeitpunkt ihr Testament auf, in dem sie Margaret die völligen Rechte am Earldom of Angus übertrug, dem Erbe ihres Vaters, über das Margaret in jahrelangem Rechtsstreit mit ihrem Cousin James Douglas, 4. Earl of Morton gestanden hatte.

### Tod

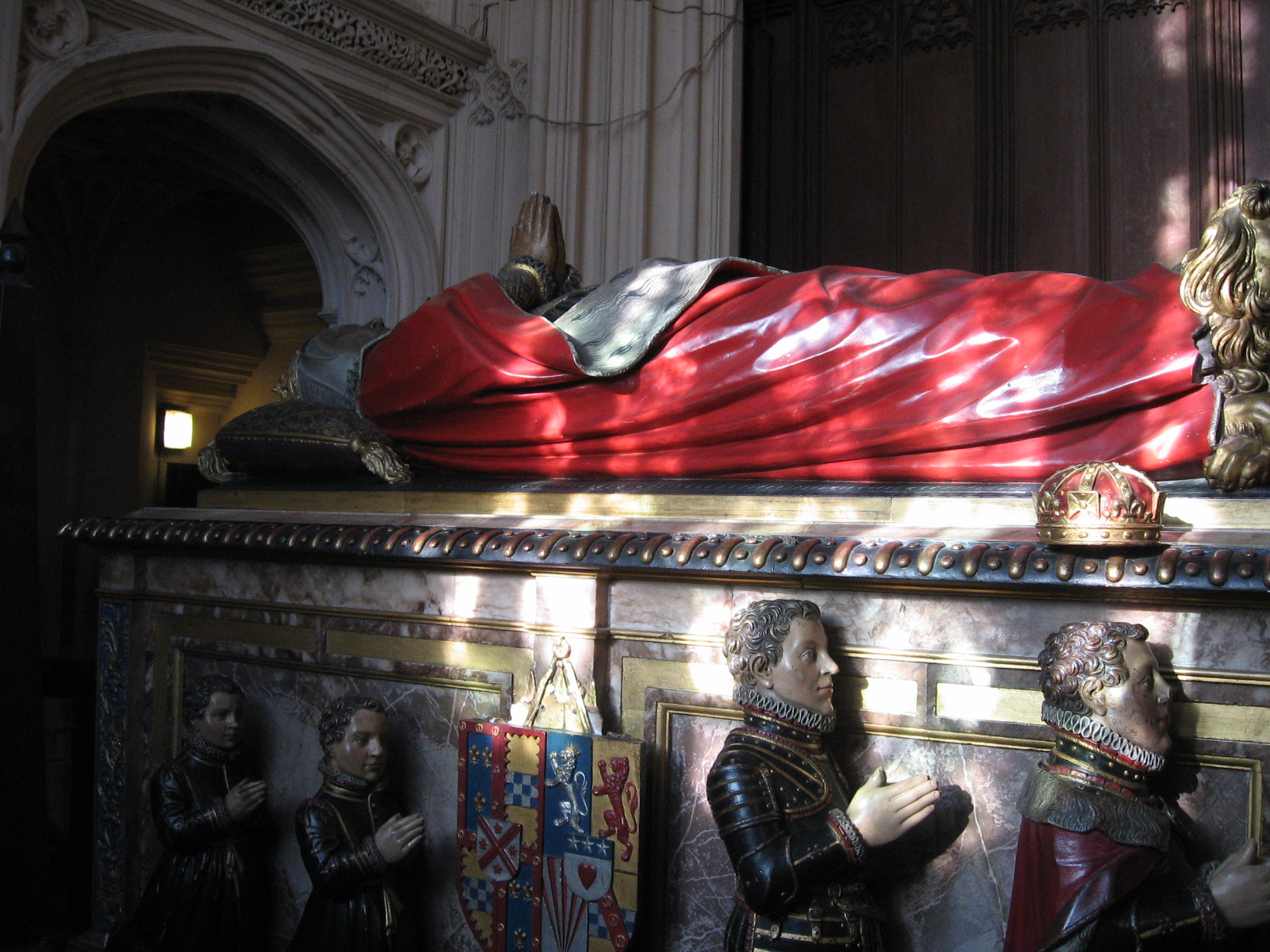
Margaret Douglas’ Sarkophag mit den Statuen ihrer Söhne

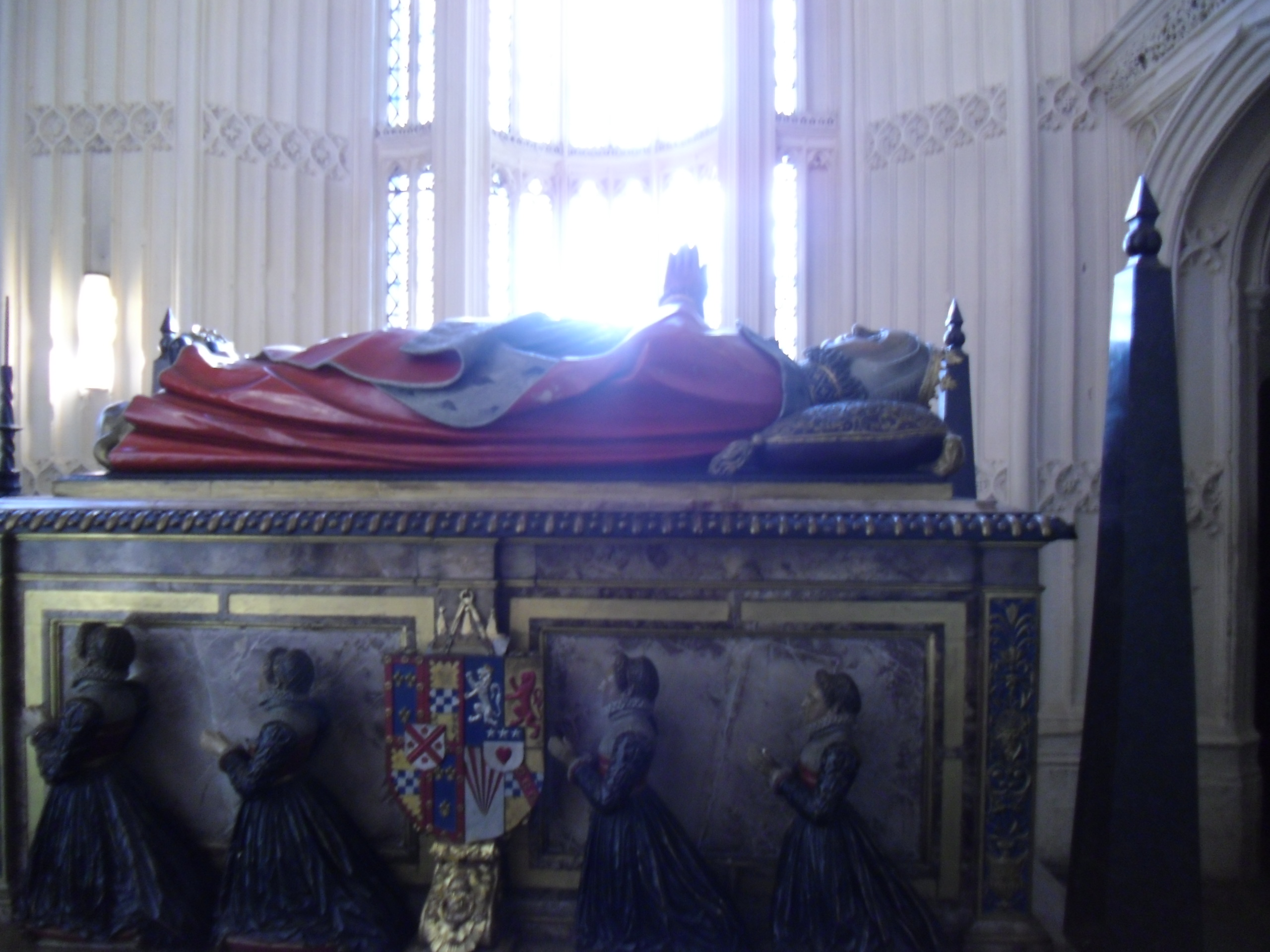
Margaret Douglas’ Sarkophag mit den Statuen ihrer Töchter

Margarets Sympathien für den Katholizismus und Maria Stuart machten sie in den Augen vieler Protestanten zu einer gefährlichen Gegnerin der Königin Elisabeth. Der Tod ihres letzten überlebenden Sohnes Charles Stewart traf sie jedoch hart. Eine Weile lang sorgte Margaret Douglas für Charles’ einzige Tochter Arbella Stuart, doch ging es mit ihrer Gesundheit rapide bergab. Bereits in den Jahren zuvor hatte sie unter Koliken gelitten und als sie am 7. März 1578 Robert Dudley zu Gast bei sich hatte, wurde sie in der Nacht erneut von heftigen Schmerzen heimgesucht. Während einer kurzen Besserung rief sie ihren Haushalt zusammen und empfing die letzten Riten. Am Abend des 9. März starb sie schließlich. Nur wenig später kamen Gerüchte auf, dass der wenig beliebte Dudley Margaret Douglas aus politischen Gründen vergiftet hätte. Erstmals festgehalten wurden diese Anschuldigungen in dem Buch Leycesters commonwealth, das einige Jahre nach Margarets Tod erschien und ziemlich offenkundig versucht, Dudley zu diffamieren.
Obwohl Robert Dudley kein Mord nachgewiesen werden konnte, wurde es zu seinen Ungunsten ausgelegt, dass er Margarets Verwalter Thomas Fowler in seinen Dienst aufnahm, der sämtliche Papiere der Gräfin verwaltete. Margaret Douglas erhielt trotz ihrer ambivalenten Haltung zu Elisabeth ein würdiges Begräbnis in Westminster Abbey. Auf ihrer aufwändig gestalteten Gruft befindet sich nicht nur ihre bemalte Statue, sondern auch die Statuen ihrer verstorbenen Kinder, die hier symbolisch an ihrem Grab knien und ihren Tod beweinen. Unter ihnen befindet sich auch Henry Stuart, Lord Darnley, der durch einen Königsmantel und eine Krone über seinem Kopf hervorgehoben wird. Ihr zweiter Sohn, Charles Stuart, wurde mit ihr beerdigt. Als ihr Enkel Jakob I. schließlich den Thron bestieg, richtete er auch seiner Mutter Maria Stuart ein würdiges Begräbnis aus und beerdigte sie neben ihrer Tante und Schwiegermutter, Margaret Douglas.

## Nachkommen

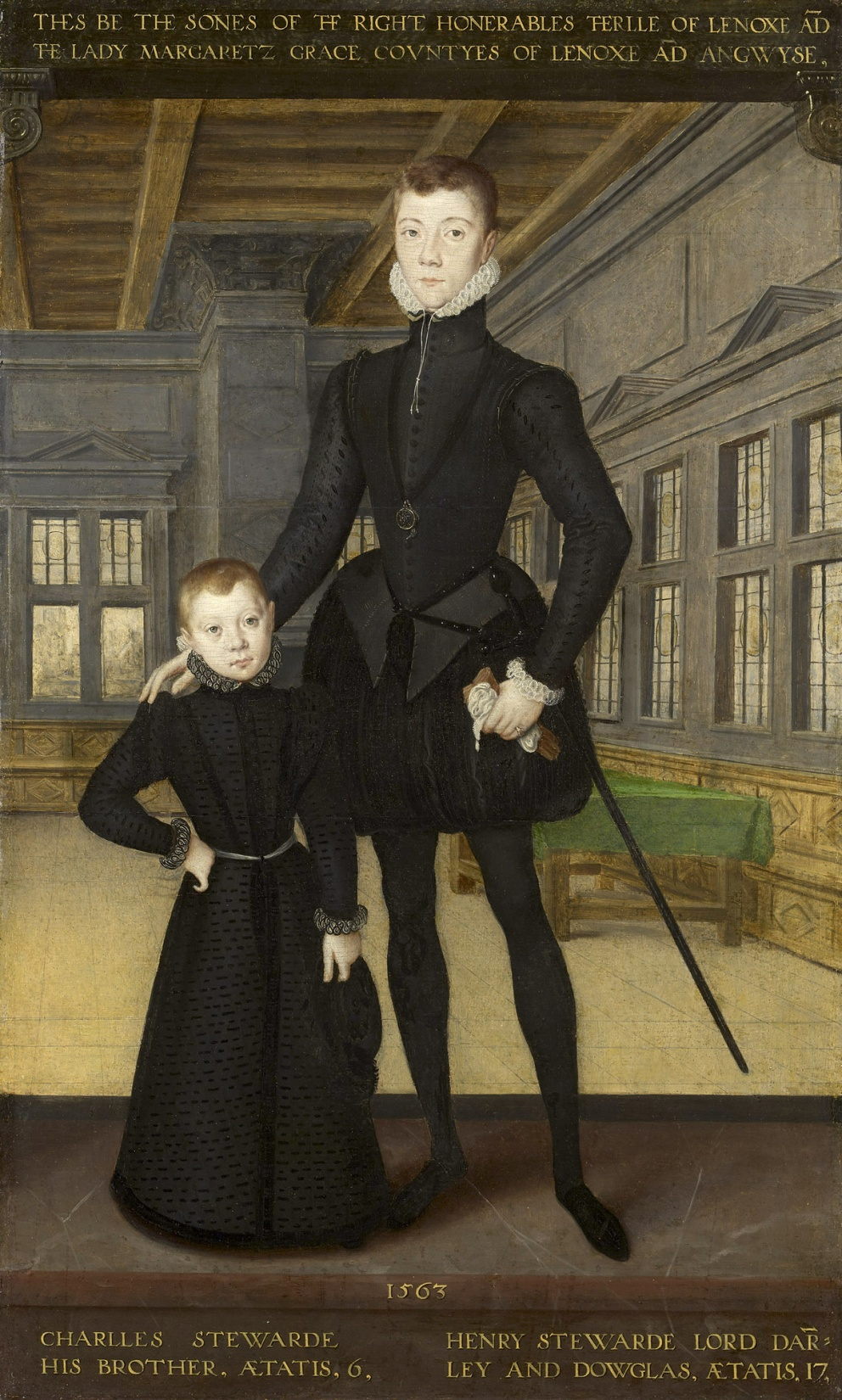
Ihre Söhne Henry und Charles. Porträt von Hans Eworth, 1563.

Margaret Douglas hatte insgesamt acht Kinder mit ihrem Ehemann:
- Henry Stuart, Lord Darnley (März 1545 – 28. November 1545);
- Henry Stuart, Lord Darnley (7. Dezember 1546 – 10. Februar 1567), 1565 Duke of Albany, Earl of Ross und Lord of Ardmanach ⚭ Maria Stuart, Königin von Schottland; Eltern von Jakob I.;
- Philip Stewart (* 1554 oder 1555);[25]
- Charles Stewart, 1. Earl of Lennox (wahrscheinlich April oder Mai 1557–1576)[26], ⚭ 1574 Elizabeth Cavendish; ihr einziges Kind Arbella Stuart starb 1615 im Tower of London.
- vier Töchter.

Lediglich der zweite Sohn Henry und der vierte Sohn Charles überlebten ihre Kindheit. Über die Töchter existieren keinerlei Aufzeichnungen, weder Geburtsdaten noch Namen. Möglicherweise wurden sie bereits tot geboren oder starben, bevor sie getauft werden konnten. Die Anzahl der Kinder sowie ihr Geschlecht sind lediglich bekannt, da sich auf Margaret Douglas’ Grabmal ihre Statuen befinden.

## Stammbaum
```
          ┌──> 
Archibald Douglas, 5. Earl of Angus

          │
          │
     ┌──> George Douglas, Master of Angus († 1513)
     │    │
     │    │
     │    └──> Elizabeth Boyd (1458–1497)
     │
     │
┌──> 
Archibald Douglas, 6. Earl of Angus

│    │
│    │
│    │    ┌──> 
John Drummond, 1. Lord Drummond
 (1438–1519)
│    │    │
│    │    │
│    └──> Elizabeth Drummond (1473–1514)
│         │
│         │
│         └──> Elizabeth Lindsay (1447–1509)
│
│
Margaret Douglas
│
│
│
│         ┌──> 
Edmund Tudor, 1. Earl of Richmond

│         │
│         │
│    ┌──> 
Heinrich VII., König von England

│    │    │
│    │    │
│    │    │
│    │    └──> 
Margaret Beaufort

│    │
│    │
└──> 
Margaret Tudor

     │
     │
     │    ┌──> 
Eduard IV., König von England

     │    │
     │    │
     └──> 
Elizabeth of York

          │
          │
          └──> 
Elizabeth Woodville
```